# فيفيان بيركلي
فيفيان بيركلي هي لاعبة بولينغ كندية، ولدت في 9 أغسطس 1941.

## روابط خارجية
- فيفيان بيركلي على موقع اتحاد ألعاب الكومنولث (مؤرشف) (الإنجليزية)